# Прието, Николас
Николас Сантьяго Прието Ларреа (исп. Nicolás Santiago Prieto Larrea; род. 5 сентября 1992[…], Монтевидео) — уругвайский футболист, опорный полузащитник клуба «Рампла Хуниорс».

## Клубная карьера
Прието — воспитанник клуба «Насьональ». 20 февраля 2013 года в матче Кубка Либертдорес против мексиканской «Толуки» он дебютировал за команду. 2 марта в поединке против «Серро-Ларго» Николас дебютировал в уругвайской Примере. В 2015 году он помог команде выиграть чемпионат. Летом 2016 года для получения игровой практики Прието перешёл в «Бостон Ривер» на правах аренды. 31 августа в матче против «Дефенсор Спортинга» он дебютировал за новую команду.

## Международная карьера
В 2009 году в составе юношеской сборной Уругвая Прието принял участие в юношеском чемпионате мира в Нигерии. На турнире он сыграл в матчах против команд Южной Кореи, Алжира, Италии, Ирана и Испании.
В 2011 году в составе молодёжной сборной Уругвая Николас стал серебряным призёром молодёжного чемпионата Южной Америки в Перу. На турнире он сыграл в матчах против Перу, Эквадора, Аргентины, Бразилии и дважды Чили.
В том же году Прието поехал на молодёжный чемпионат мира в Колумбию. На турнире он сыграл в матчах против команд Португалии и Камеруна.

## Достижения
«Насьональ»
- Чемпионат Уругвая по футболу — 2014/2015